# Cmd.exe
cmd.exe, znany także pod nazwą wiersz poleceń – interpreter poleceń stosowany w rodzinie systemów operacyjnych Microsoft Windows NT (włączając w to Windows 2000, XP, 2003, Windows Vista, Windows 7, Windows 8, Windows 8.1 i Windows 10), Windows CE oraz OS/2.
Położenie pliku wykonywalnego interpretera zapisane jest w zmiennej środowiskowej ComSpec. Przy standardowej instalacji Windows jest to katalog %SystemRoot%\system32, gdzie zmienna SystemRoot wskazuje zwykle na katalog C:\Windows lub C:\WINNT w przypadku Windows 2000 i wcześniejszych.

## Wersje
Pierwszą wersję interpretera poleceń systemowych cmd.exe wykonała Therese Stowell dla Windows NT.

## Informacje techniczne
Uruchomienie programu cmd.exe powoduje otwarcie tekstowego okna konsoli, w którym dokonywana jest interpretacja wprowadzanych w wierszu poleceń znaków jako nazw poleceń systemowych, programów, plików czy parametrów tych poleceń i programów. Rezultatem wykonania polecenia cmd w już otwartym oknie konsoli jest uruchomienie w tym samym oknie wtórnego procesora poleceń, który może dziedziczyć środowisko po procesorze pierwotnym. Każdy taki procesor poleceń można zamknąć, wykonując polecenie exit albo klikając na ikonę zamknięcia okna.
Interpreter cmd.exe jest również uruchamiany w celu wykonania plików wsadowych z rozszerzeniem .cmd lub .bat, w wyniku czego zwykle następuje otwarcie okna konsoli i jego automatyczne zamknięcie po wykonaniu ostatniego polecenia wsadowego.
Po uruchomieniu trybu awaryjnego z wierszem poleceń, a także w Windows Server 2008 CORE, interpreter cmd.exe jest uruchamiany jako powłoka systemowa zamiast Eksploratora Windows.

## Komendy CMD

### Komendy systemowe
Komendy systemowe - obejmują komendy do zarządzania systemem operacyjnym, takie jak restartowanie, wyłączanie, wersja systemu, informacje o konfiguracji itp. Oto komendy klasyfikujące się do tej kategorii. Warto wspomnieć, że kilka z tych komend można zaklasyfikować do komend administracyjnych:
1. shutdown:   Wyłącza lub restartuje komputer.
2. systeminfo: Wyświetla szczegółowe informacje o systemie operacyjnym (np.: wersję OS, nazwę OS, wydawcę). Graficznym odpowiednikiem jest msinfo32[1].

1. tasklist:   Wyświetla listę aktywnych procesów[2] i programów.
2. taskkill:   Zakończ procesy aplikacji.
3. sfc:        Skanuje system w poszukiwaniu uszkodzonych plików systemowych[3] i próbuje je naprawić[4][5][6].
4. chkdsk:     Sprawdza integralność systemu, plików na twardym dysku i naprawia ewentualne błędy.
5. ipconfig:   Wyświetla informacje o konfiguracji sieci[7].
6. netstat:    Wyświetla statystyki i szczegóły połączeń sieciowych[8] oraz otwartych portów na komputerze.
7. ver: Wyświetla informacje o wersji systemu operacyjnego. Graficznym odpowiednikiem jest winver[9].

1. date:       Pozwala na ustawienie daty systemowej.
2. time:       Pozwala na ustawienie czasu systemowego.
3. ping: Wysyła pakiety do hosta w celu sprawdzenia dostępności i czasu odpowiedzi.
4. tracert:    Śledzi trasę pakietów w sieci do określonego hosta.
5. nslookup:   Wykonuje zapytania DNS w celu uzyskania informacji o adresach IP.
6. route:      Wyświetla i zarządza tablicą routingu IP[10].
7. net:        Zarządza różnymi aspektami sieci, takimi jak użytkownicy, grupy[11], zasoby[12] itp.
8. taskmgr:    Otwiera Menedżera zadań, który umożliwia monitorowanie i zarządzanie procesami[2] i wydajnością systemu.
9. msconfig:   Pozwala na konfigurację uruchamiania systemu i usług[13][14].
10. diskpart:   Pozwala na zarządzanie dyskami i partycjami.
11. format:     Formatuje dysk lub partycję.
12. attrib:     Wyświetla lub zmienia atrybuty plików.
13. tree:       Wyświetla strukturę katalogów jako drzewo.
14. assoc:      Wyświetla lub zmienia skojarzenia rozszerzeń plików.
15. cipher:     Wyświetla lub zmienia szyfrowanie plików[15] na dysku.
16. sc:         Zarządza usługami systemowymi[14] (uruchamianie, zatrzymywanie, konfiguracja itp.).

### Komendy plików i folderów
Komendy plików i folderów - Pozwalają na zarządzanie plikami i folderami na dysku twardym, takie jak tworzenie, usuwanie, przenoszenie, kopiowanie itp. Te komendy pozwalają użytkownikom zarządzać plikami i folderami na dysku twardym w wierszu poleceń systemu Windows. Oto komendy kwalifikujące się do tej kategorii:
1. dir:      Wyświetla zawartość bieżącego katalogu (folderu).
2. cd:       Pozwala na zmianę bieżącego katalogu (folderu).
3. mkdir:    Tworzy nowy katalog (folder).
4. rmdir:    Usuwa pusty katalog (folder).
5. del:      Usuwa plik.
6. copy:     Kopiuje plik z jednej lokalizacji do drugiej.
7. move:     Przenosi plik z jednej lokalizacji do drugiej.
8. ren:      Zmienia nazwę pliku lub folderu.
9. xcopy:    Rozszerzona komenda kopiowania plików i folderów wraz z podkatalogami.
10. attrib:   Umożliwia zarządzanie atrybutami plików i folderów.
11. type:     Wyświetla zawartość pliku tekstowego.
12. more:     Wyświetla zawartość pliku tekstowego w porcjach.
13. tree:     Wyświetla strukturę katalogów w formie drzewa.
14. chdir:    To samo co cd, pozwalająca na zmianę bieżącego katalogu.
15. robocopy: Zaawansowana komenda kopiowania plików z wieloma opcjami.

Komendy sieciowe

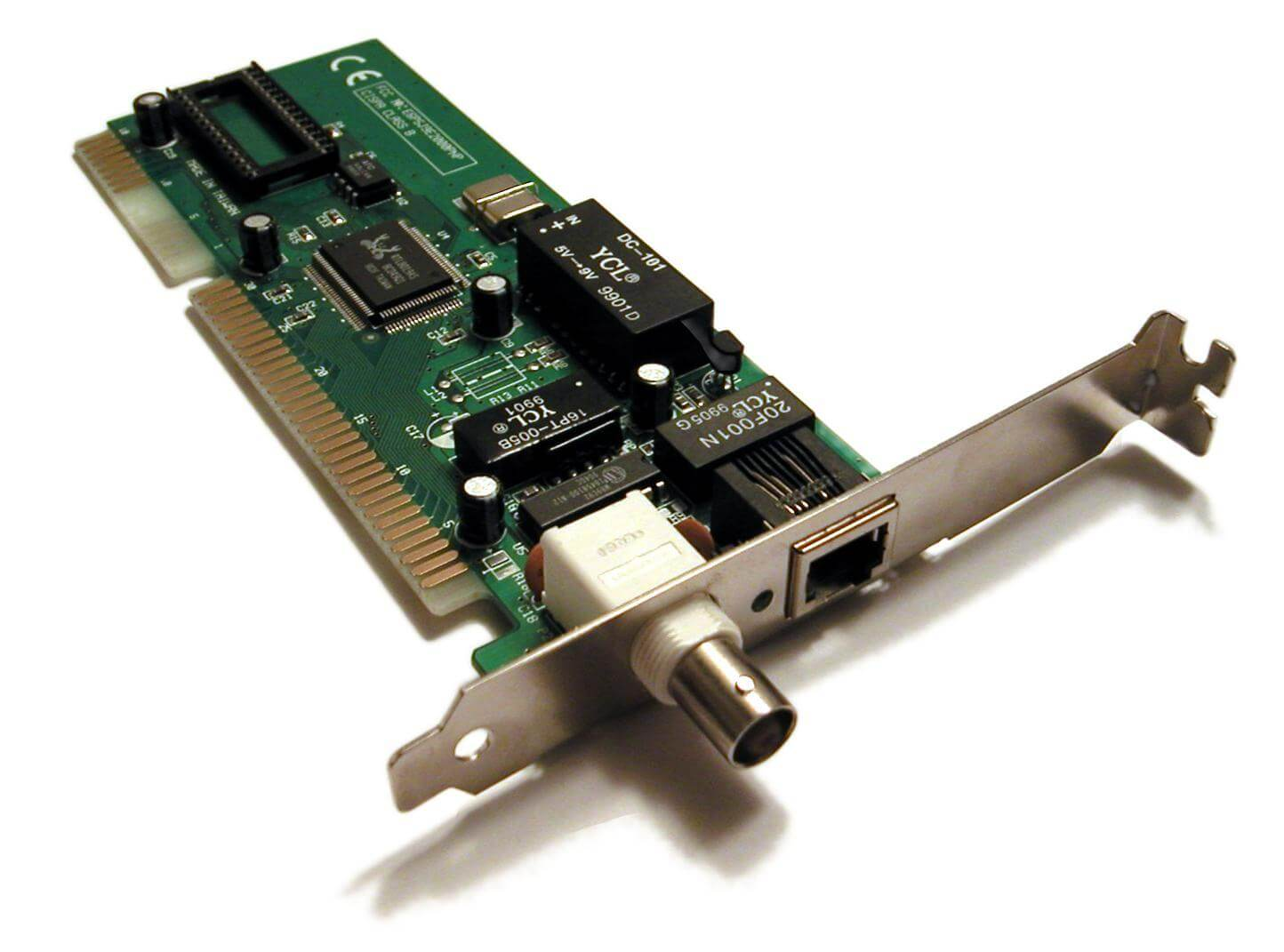
Sieciowa karta ISA Realteka z żeńskimi złączami BNC (po lewej/u dołu) oraz 8P8C (po prawej/na górze). Opis pochodzi z artykułu pt.: „Karta sieciowa”

Komendy sieciowe - Umożliwiają interakcję z siecią, konfigurację połączenia internetowego, pingowanie hostów, sprawdzanie adresów IP itp. Te komendy pozwalają na interakcję z siecią, diagnozowanie problemów, zarządzanie połączeniami oraz konfigurację sieciową. Należy pamiętać, że niektóre z tych komend mogą wymagać uprawnień administratora, aby działać poprawnie. Oto kilka przykładów:
1. ping        - Sprawdza dostępność hosta w sieci i mierzy czas odpowiedzi.
2. ipconfig    - Wyświetla informacje o konfiguracji interfejsów sieciowych[16], takie jak adresy IP, maski podsieci, bramy domyślne itp.
3. tracert (lub traceroute w niektórych systemach) - Śledzi trasę pakietów do docelowego hosta przez różne węzły sieciowe.
4. netstat     - Wyświetla informacje o aktywnych połączeniach sieciowych[17], portach i protokołach używanych przez aplikacje na komputerze.
5. nslookup    - Pozwala na odpytywanie serwerów DNS w celu uzyskania informacji o adresach IP i innych rekordach DNS dla określonych nazw hostów.
6. netsh       - Służy do zarządzania różnymi aspektami konfiguracji sieciowej, takimi jak interfejsy, protokoły, zasady firewalla, VPN itp.
7. arp         - Wyświetla lub usuwa tablicę ARP (Address Resolution Protocol), która mapuje adresy IP na fizyczne adresy MAC w lokalnej sieci.
8. route       - Pozwala na wyświetlanie i zarządzanie tablicą routingu, która określa, jakie interfejsy i bramy są używane do przesyłania pakietów do różnych sieci.
9. ftp         - Uruchamia klienta FTP, który pozwala na łączenie się z serwerem FTP i przesyłanie plików.
10. net use     - Pozwala na mapowanie udziałów sieciowych i drukarek na lokalne litery dysków.
11. net view    - Wyświetla listę zasobów[12] (np. komputerów, drukarek) dostępnych w sieci.
12. net user    - Pozwala na zarządzanie kontami użytkowników w lokalnej bazie danych użytkowników[18].
13. net group   - Pozwala na zarządzanie grupami użytkowników[19][11] w lokalnej bazie danych użytkowników[18].
14. net share   - Wyświetla lub zarządza współdzieleniem zasobów (folderów, drukarek) na komputerze.
15. net session - Wyświetla informacje o aktywnych sesjach na komputerze.
16. net time    - Synchronizuje czas na komputerze z serwerem czasu w sieci.

Komendy informacyjne
Komendy informacyjne - Służą do uzyskiwania informacji o systemie, w tym informacji o zainstalowanym sprzęcie, aktualnych połączeniach sieciowych, listy zainstalowanych programów itp. Te komendy pozwalają uzyskać informacje na temat systemu operacyjnego, konfiguracji sieci, listy uruchomionych procesów oraz innych informacji dotyczących komputera. Oto komendy klasyfikujące się do tej kategorii, należy pamiętać, że niektóre polecenia będą potrzebować uprawnień administracyjnych:
1. systeminfo:  Wyświetla szczegółowe informacje o konfiguracji i właściwościach systemu operacyjnego, wersji systemu, nazwie komputera, informacje o procesorze[21][22], pamięci RAM, kartach sieciowych itp.
2. ipconfig:    Wyświetla konfigurację interfejsów sieciowych[23] na komputerze, takie jak adresy IP, maski podsieci, brama domyślna, itp.
3. hostname:    Wyświetla nazwę komputera (hostname).
4. netstat:     Wyświetla aktywne połączenia sieciowe[17], porty sieciowe oraz informacje o ruchu sieciowym.
5. tasklist:    Wyświetla listę uruchomionych procesów[2] wraz z ich identyfikatorami PID, używaną pamięcią i innymi informacjami.
6. driverquery: Wyświetla listę zainstalowanych sterowników na komputerze.
7. date:        Wyświetla aktualną datę systemową.
8. time:        Wyświetla aktualny czas systemowy.
9. ver:         Wyświetla numer wersji systemu operacyjnego.
10. echo:        Pozwala na wyświetlenie własnych komunikatów lub zmiennych środowiskowych.
11. systeminfo:  Wyświetla informacje o systemie operacyjnym i sprzęcie komputera, takie jak producent, model, system BIOS, dostępna pamięć RAM itp.
12. wmic:        Pozwala na uzyskanie różnych informacji o systemie i sprzęcie przy użyciu Windows Management Instrumentation Command-line (WMI).
13. whoami:      Wyświetla informacje o aktualnie zalogowanym użytkowniku.
14. getmac:      Wyświetla fizyczne adresy MAC wszystkich kart sieciowych na komputerze.
15. tree:        Wyświetla strukturę katalogów (drzewo katalogów) na dysku.

Komendy administracyjne
Komendy administracyjne - Przeznaczone dla użytkowników z uprawnieniami administratora, umożliwiają zarządzanie kontami użytkowników, bezpieczeństwem, zabezpieczeniami itp. W każdej z tych kategorii znajduje się wiele komend, które oferują różnorodne funkcje i możliwości zarządzania systemem operacyjnym:
1. net user:       Pozwala na zarządzanie kontami użytkowników, takie jak dodawanie, usuwanie, zmiana hasła i właściwości konta.
2. net localgroup: Umożliwia zarządzanie grupami lokalnymi[19][24][11] na komputerze, w tym dodawanie i usuwanie członków grupy.
3. net accounts:   Pozwala na konfigurację ustawień konta użytkownika, takich jak okres ważności hasła, minimalna i maksymalna długość hasła itp.
4. net start / net stop: Pozwala na uruchamianie lub zatrzymywanie usług na komputerze[14].
5. sfc /scannow:   Skanuje system w poszukiwaniu uszkodzonych lub brakujących plików systemowych i próbuje je naprawić[6][5][4].
6. chkdsk:         Skanuje i naprawia błędy[6][5][4] (zazwyczaj uszkodzone/brakujące pliki) na dysku twardym.
7. gpupdate:       Aktualizuje polityki grupy w systemie[25].
8. shutdown:       Pozwala na planowane wyłączanie, ponowne uruchomienie lub odroczenie wyłączenia komputera.
9. tasklist / taskkill: Wyświetla listę działających procesów[2] i umożliwia zakończenie procesu[2].
10. dism:           Narzędzie zarządzania obrazem w systemie Windows[26], które pozwala na instalację, dezinstalację i konserwację funkcji systemu[27][13].
11. wmic:           Zapewnia dostęp do interfejsu zarządzania instrumentacją zarządzania systemem Windows, umożliwiając zdalne zarządzanie i monitorowanie systemu[28].
12. systeminfo:     Wyświetla szczegółowe informacje o systemie, takie jak wersja systemu operacyjnego, nazwa komputera, informacje o procesorze[22][21], pamięć RAM, strefie czasowej, lokalizacji plików systemowych[3] itp.

### Inne interpretery poleceń w systemie Windows
- Windows PowerShell
- command.com